# Boręty
Boręty is een plaats in het Poolse district  Malborski, woiwodschap Pommeren. De plaats maakt deel uit van de gemeente Lichnowy en telt 182 inwoners.